# Abbé Richard
Abbé P. Th. Richard (* 1822 in Tesson bei Saintes; † 12. Februar 1882) war ein im 19. Jahrhundert populärer Theologe und Wünschelrutengänger.
Er fand in mehreren Schriften als Quellensucher Erwähnung, so in dem Bericht über die Senckenbergische naturforschende Gesellschaft oder in Kurt Tucholskys Pyrenäenbuch als Gutachter zur Quellenfreilegung durch Bernadette Soubirous im Wallfahrtsort Lourdes.
In dem Wöchentlichen Anzeiger für das Fürstenthum Ratzeburg wird Abbé Richard folgendermaßen beschrieben.

„Dieser ist Priester der Diözese La Rochelle in Frankreich, Professor des Priesterseminars daselbst, Licentiat der Theologie und Ritter der Ehrenlegion. Sein stehender Aufenthalt ist Paris, Hotel Angleterre. Richard's Kunst, Quellen zu finden, beruht auf der Kenntniß der Naturgesetze, nach welchen die Gewässer oberhalb und unterhalb der Erde fließen. Sind verborgene Quellen am Orte, so findet er sie sicher und giebt auch die Tiefe und die Menge des Wassers ziemlich genau an. Für die Entdeckung einer Quelle zahlt man ihm 60-70 Thaler, für zwei 100 Thaler. Richard hält sich jetzt im Posen'schen auf; er ist ein Vierziger von mittlerer Statur, mit hoher breiter Stirn, großen schwarzen Augen, mächtiger Nase und feinem Auftreten.“